# Shenlong
Shenlong (trad. 神龍, förenkl. 神龙, pinyin: shén lóng, japanska: 神龙 Shinryū) betyder den andliga draken och kommer från kinesisk mytologi. Shenlong är draken som kontrollerar vind och regn. De är mycket respekterade och beundransvärda men tar inte stor plats i dagens samhälle.

## Historia
I det antika Kina brukade många bönder tillbe Shenlong. Man ville inte irritera draken och man visste att om man inte respekterade draken kunde det få dåliga efterföljder såsom torka, översvämningar, stormar osv. 
Om man drabbades av torka bad man Shenlong om regn, ofta genom att offra saker som skulle få deras böner beviljade.